# Crucicaryum papuanum
Crucicaryum papuanum är en strävbladig växtart som beskrevs av O. Brand. Crucicaryum papuanum ingår i släktet Crucicaryum, och familjen strävbladiga växter. Inga underarter finns listade i Catalogue of Life.